# NGC 5921
NGC 5921 ist eine Balkenspiralgalaxie vom Hubble-Typ SBbc im Sternbild Schlange und 68 Millionen Lichtjahre von der Milchstraße entfernt. 
Sie wurde am 1. Mai 1786 von Wilhelm Herschel mit einem 18,7-Zoll-Spiegelteleskop entdeckt,  der sie dabei mit „cB, cL, iR, bM“ beschrieb.

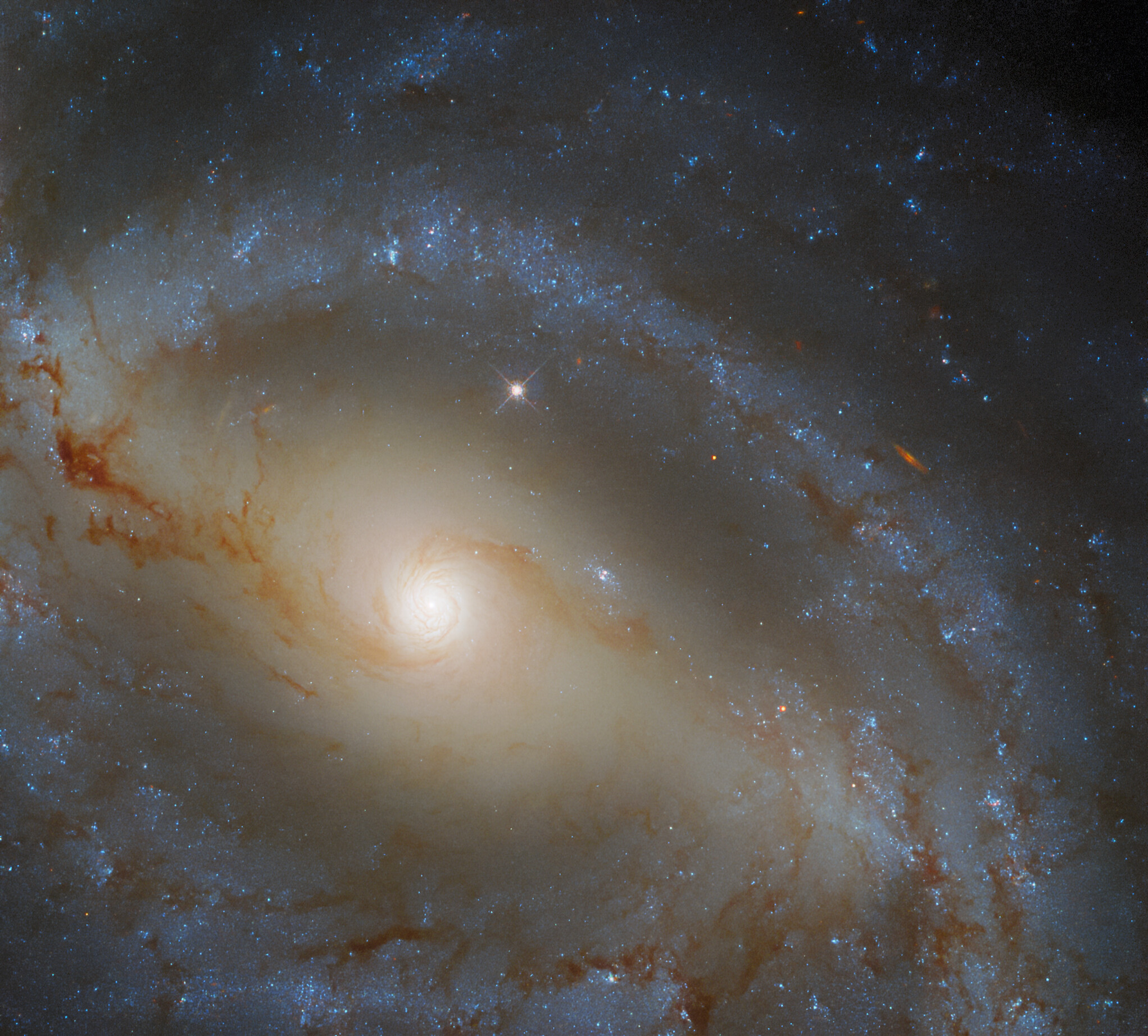
Hochaufgelöste Aufnahme des Zentrums von NGC 5921, erstellt mithilfe des Hubble-Weltraumteleskops